# Седершёльд, Шарлотта
Улла Маргарета Шарлотта Седершёльд (швед. Ulla Margareta Charlotte Cederschiöld; род. 28 сентября 1944 года, Евле) ― шведская политическая деятельница. Была депутатом Европейского парламента до 2009 года. Является членом Умеренной партии, входящей в Европейскую народную партию ― фракцию европейских демократов в Европарламенте. 
Она занимала место в комитете Европейского парламента по внутреннему рынку и защите прав потребителей. Седершёльд также являлась заместителем председателя Комитета по гражданским свободам, правосудию и внутренним делам, членом делегации по связям с Россией и заместителем председателя делегации по связям с Соединёнными Штатами.
С 1972 года она замужем за Карлом Седершельдом. В семье двое детей ― Себастьян (род. 1974) и Анна (род. 1981).
Она подписала Пражскую декларацию о европейской совести и коммунизме.
Шарлотта Седершёльд окончила Стокгольмский университет в 1970 году по специальности « политология, право, история и немецкий язык», после чего работала информационным менеджером Шведского института и Управления развития и продвижения города Стокгольма.